# George Alexander (giocatore di lacrosse)
George Percival Alexander (Eccles, 1886 – Wilmslow, 14 novembre 1929) è stato un giocatore di lacrosse britannico, vincitore di una medaglia d'argento nel lacrosse maschile a squadre ai Giochi della IV Olimpiade.

## Palmarès
In carriera ha conseguito i seguenti risultati:
- Giochi olimpici

Londra 1908: argento nel lacrosse maschile a squadre.